# Brenton Island
Brenton Island ist eine Insel in der Algoa Bay, Südafrika und zählt zur St.-Croix-Island-Inselgruppe. Sie liegt südlich von St. Croix Island. Die Insel hat eine spärliche Vegetation. Sie ist etwa 250 × 200 m (50.000 m²) groß und etwa 1,75 km vom Festland entfernt. Benannt wurde sie nach dem britischen Vizeadmiral Sir Jahleel Brenton.